# Orosia
Santa Orosia es la patrona de Jaca y su diócesis. Su festividad se celebra el 25 de junio. El cuerpo de la santa se venera en Jaca y su cabeza en Yebra de Basa.
La tradición dice que Orosia era hija de los reyes de Bohemia que vino a Aragón para casarse con el conde aragonés Fortún Jiménez -en otros lugares aparece como Garcés-, de conformidad lo dispuesto por el papa Adriano II. Los musulmanes conquistaron el territorio e hicieron prisioneros, entre otros a Orosia y su esposo. El caudillo musulmán, Abén Lupo, mandó asesinar a toda la comitiva excepto Orosia, a la que pretendió obligar a abrazar el islam y casarse con el califa de Córdoba, con el que Abén Lupo se quería reconciliar; esta se negó y fue torturada y finalmente decapitada. Una versión informa de que Abén Lupo mandó que sus restos fueran esparcidos para que fueran devorados por las alimañas; por el contrario otra da cuenta de que fueron enterrados por los ángeles.
Sus atributos son la corona y el cetro real, por ser hija de reyes, y la palma del martirio.
La tradición da cuenta de que en la madrugada del día 25 de junio de 1072, un ángel se apareció al pastor Guillén, natural de Guasillo, que guardaba su rebaño en las proximidades de Yebra de Basa, para revelarle la historia del martirio y la ubicación de las reliquias de Orosia, que se repartieron entre Yebra de Basa -la cabeza- y Jaca -el resto del cuerpo-.
Este portento milagroso vino a dar prestigio a Jaca y su Catedral y ennobleció orígenes del reino de Aragón, que su monarca que Sancho Ramírez estaba consolidando tras la muerte de su padre Ramiro I.
El 22 de abril de 1902, el papa León XIII confirmó el culto a santa Orosia mediante decreto de la Sagrada Congregación de Ritos.
Cada 25 de junio se producen dos celebraciones: una en Jaca —día central de sus fiestas patronales— en la que se lleva a cabo una gran procesión; y otra en Yebra de Basa, desde la que parte una romería con el busto relicario de la cabeza de la santa. Se desarrolla por una espectacular senda que conduce a la pradera de santa Orosia, a los pies del monte Oturia, a 1.550 metros de altitud. Aquí se encuentra su santuario, donde la tradición sitúa el martirio. En esta jornada se lleva a cabo un "dance" -baile- acompañado con el "chiflo" y el "salterio" -instrumentos tradicionales- y una Pastorada recitada en lengua aragonesa.

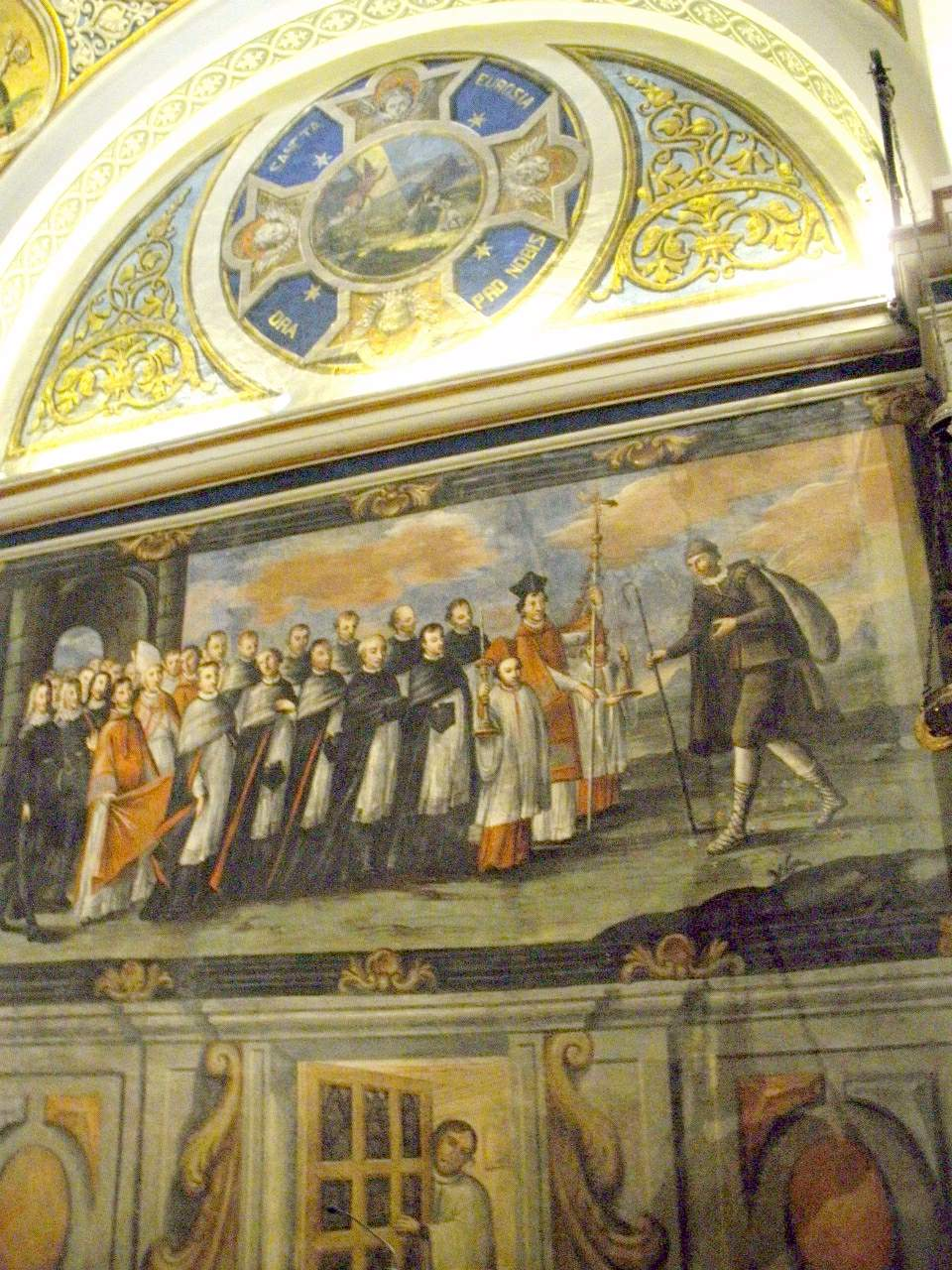
El pastor Guillén entrega las reliquias de santa Orosia al cabildo de la catedral de Jaca (Capilla de la santa en la catedral de Jaca)

## Leyenda de santa Orosia
Resumen de la leyenda de santa Orosia, tomada de Roque Alberto Faci (1750):

Santa Orosia virgen, casada, mártir y reina de Aragón, patrona de la ciudad de Jaca y sus montañas y refugio seguro de sus devotos, hermosísima rosa de pureza e inocencia, nació en Bohemia hija de los reyes de este reino cristianizado por San Metodio en 880. Llegó a nuestras montañas, tras desposarse con don Fortuño Ximénez, séptimo y último conde de Aragón, en compañía de su tío San Acisclo Obispo, su hermano san Cornelio y mucha comitiva real. Oyendo que los musulmanes habían invadido el reino, se retiraron todos a una cueva de los términos de Yebra, pero descubiertos por los sarracenos, su caudillo Aben Lupo, atormentó y dio muerte a san Acisclo primero y luego a san Cornelio y a toda la comitiva. Todo esto ocurrió ante la presencia de la santa para infundirle temor con el fin de que cediera su belleza, hermosura y rara discreción, a la lasciva infernal de aquél lobo carnicero. Como la virgen se resistiera, lleno de furor aquel lobo sarraceno, mandó cortar los brazos y aserrar después las piernas y cortar su sagrada cabeza y mandó que aquellas santas reliquias virginales fuesen arrojadas por el monte de Yebra, para pasto de las bestias. Mientras la santa era martirizada, sintió sed y por medio de su intercesión manó una fuente cristalina que aún perdura. Ocurrió todo esto por el año de 920. Los ángeles cuidaron de dar honorífico sepulcro a santa Orosia y recogieron sus reliquias y las colocaron en aquél monte. Aquí estuvieron escondidas, habiéndose perdido la noticia del soberano tesoro, hasta que, a un pastor, se le manifestó el cuerpo y la cabeza, mandándole que dejara la cabeza en Yebra y llevara el cuerpo a la Santa Iglesia de Jaca, donde permanece incorrupto desprendiendo singular fragancia. Cuando las reliquias se acercaban a Jaca, las campanas comenzaron a sonar solas anunciando la llegada. Ese año estas montañas obtuvieron su mejor cosecha. En la cumbre de aquel dichoso monte de Yebra, y donde está la fuente referida, hay una ermita de santa Orosia, y antes de llegar a dicho sitio se ve debajo de una peña, otra iglesia donde se conservan las reliquias de san Acisclo, san Cornelio y la real comitiva, todas revueltas.

## Curación de "espirituados"
Se consideraba que santa Orosia solventaba catástrofes naturales tales como sequías, plagas y pestes. Además, su intervención eliminaba el maleficio del "encortamiento" o "encortadura" que impedía a los recién casados mantener relaciones sexuales. Aunque su intervención más celebrada era la curación de "espirituados" o "espiritados", como se denominaban en el Pirineo aragonés los "poseídos de los espíritus", es decir, endemoniados. Estaba arraigada la creencia de santa Orosia, "la santa sin cabeza", ayudaba a recuperarla a quienes por intervención diabólica la habían perdido. 
Eran numerosos los lugares donde la intervención del Cielo liberaba a las gentes de la posesión diabólica; en Aragón, entre otros, se pueden citar  el Cristo de los Milagros de la catedral de Huesca, la Virgen de la Encina de Lierta, el Jesús Nazareno de Fiscal o san Urbez de Nocito.
Este prodigio tenía lugar el día de la santa Orosia, el 25 de junio, y se producía en las dos celebraciones que en esa fecha se llevaban a cabo: la romería desde Yebra de Basa hasta el santuario de santa Orosia en la que se transportaba el busto relicario, y la procesión general que tenía lugar en Jaca en la que se sacaba la urna de las reliquias.
En la romería de Yebra de Basa, en la que participaban 37 pueblos del entorno,según relatan las fuentes escritas y orales, los enfermos, entre los que había mayoría de mujeres, procedían preferentemente de los valles más apartados del Pirineo aragonés, aunque la fama de milagrera de la santa también atraía enfermos del resto de Aragón, del otro lado de los Pirineos, de Navarra y Cataluña. Los romeros llegaban a Yebra de Basa de víspera y pasaban la noche en los pueblos del entorno, pues se tenía la convicción de que si lo hacían es Basa aumentaría la demencia de los "espirituados". Al día siguiente se incorporaban a la procesión que subía hasta el santuario de la santa y en ella los endemoniados pugnaban por colocarse lo más cerca posible de las angarillas en las que se subía el busto relicario de Orosia, de plata repujada del siglo XVI. Al final del trayecto entraban en trance, se arrancaban las vestiduras, arrojaban lejos el calzado y lanzaban gritos sobrecogedores. Cuando llegaba el momento de venerar la reliquia se oponían con violencia a hacerlo, en una manifestación diabólica de fobia a lo sagrado, mientras que sus acompañantes les forzaban a ello. Si se registraba una curación portentosa, se anunciaba que el poseso se había "apaciguado". La superstición aconsejaba regresar a los "espirituados" y sus acompañantes a sus localidades por un camino diferente al de la ida. La presencia de "espiritados" en la romería de Yebra de Basa se extinguió a mediados del siglo XX.

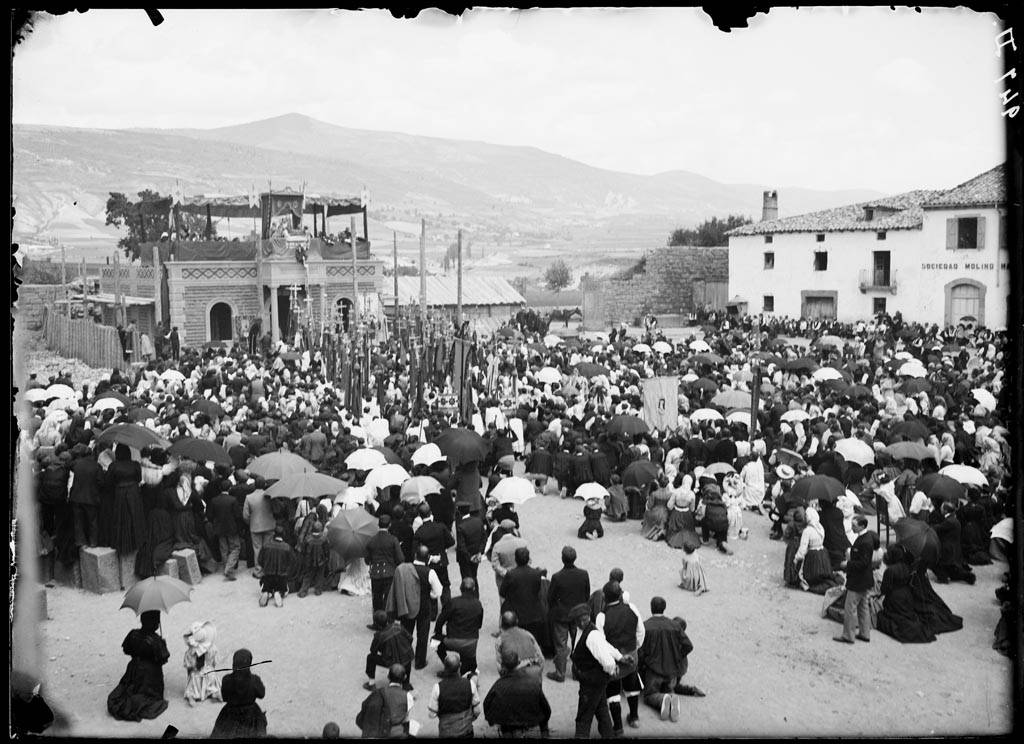
Jaca. Procesión de santa Orosia en 1908: Presentación a los fieles del arca de las reliquias desde el templete de la plaza Biscós, que se encuentra en construcción

En Jaca, el día anterior a la procesión de santa Orosia, los romeros y los "espirituados" se congregaban en la catedral donde se celebraba una función litúrgica y pasaban la noche. Los "espirituados" eran congregados en la capilla de san Miguel y aquí durante la vigilia un sacerdote les bendecía, rociaba con el hisopo y les pasaba los evangelios; si alguno de ellos rompía las ligaduras que ataban sus manos, se consideraba que el demonio había sido arrojado. Al día siguiente, en la procesión general, a la que comparecían ochenta pueblos de la comarca, participaba "un ejército de pobres mujeres, niños y hombres, enfermos, harapientos, famélicos" que, al igual que en la romería de Yebra de Basa, forcejeaban entre ellos para colocarse cerca de la urna de las reliquias. La procesión terminaba en la plaza de Biscós, donde los sacerdotes mostraban a la multitud la urna desde el primer piso de un templete que se estima había sido construido en el siglo XVI, al tiempo que uno de ellos,  una vez tras otra, subía con una cuerda un cestillo donde los fieles colocaban escapularios, medallas y rosarios para que fueran pasados por la urna. En 1903 el estado ruinoso del templete antiguo obligó a derribarlo y fue sustituido por otro de mayores dimensiones y más pretencioso que, a su vez, fue demolido por el Ayuntamiento en los años setenta del siglo XX por encontrarse en mal estado. La presencia de "espirituados" en la procesión de Jaca fue prohibida por el obispo de esta diócesis en 1947; se conservan fotografías de mujeres en trance, sostenidas por sus familiares, correspondientes a la procesión celebrada en 1910.